# C24H22BrNO
化学式C24H22BrNO的化合物（摩尔质量：420.35 g/mol）可以指：
- JWH-387，CAS号：1366067-59-5
- JWH-424，CAS号：1366068-04-3
- 1-(5-溴戊基)-吲哚-3-基-1-萘甲酮，CAS号：1445578-62-0